# Javier Álvarez de los Mozos
Javier Álvarez de los Mozos (Burgos, 9 de febrero de 1976) es un entrenador de fútbol español. Actualmente es entrenador del Racing Lermeño.

## Trayectoria
Sus primeros pasos como entrenador fueron en las categorías inferiores del Vadillos, en Burgos. Con solo 22 años toma las riendas del Racing Lermeño, debutando en la exigente y complicada Tercera División durante dos temporadas (1998/1999 y 1999/2000).
Su brillante periplo en Lerma despierta el interés del Burgos Club de Fútbol, que acababa de fichar a Carlos Terrazas como entrenador. De los Mozos, con apenas 24 años, se convierte en segundo entrenador del Burgos en un proyecto muy exigente (2000/2001) con el ascenso como única meta válida. Las expectativas se cumplen, el equipo juega el playoff, la ciudad se vuelca y un gol de Dani Pendín en El Plantío ante el Ourense sellaba el ascenso del Burgos a la Segunda División.
A pesar del ascenso, Carlos Terrazas decide no renovar y firma como coordinador de Lezama tras el triunfo del malogrado Javier Uría a las elecciones presidenciales del Athletic Club. El Burgos ficha entonces a Enrique Martín Monreal y De los Mozos sigue como segundo entrenador. El equipo hace una buena campaña (2001/2002), donde llega a situarse líder de Segunda tras una victoria ante el Xerez de Schuster en El Plantío, luego atraviesa un bache pero termina salvando la categoría alcanzando el puesto 16. Lamentablemente la entidad burgalesa no es capaz de afrontar el proceso de conversión a Sociedad Anónima Deportiva y el equipo se ve abocado a la Segunda B.
En la temporada 2002/2003 se produce el regreso de Carlos Terrazas al Burgos y, con él, el tercer año de Javier Álvarez de los Mozos como segundo entrenador. Dos campañas trabajarían juntos ambos técnicos en su segunda etapa en el Burgos. En la primera consiguiendo el tercer puesto, jugando el playoff de ascenso ante Algeciras (ascendió), Zamora y Bilbao Athletic y quinto puestos respectivamente en Segunda B. En la segunda el equipo terminó quinto, en un tramo final marcado por el grave accidente de tráfico de Terrazas y con De los Mozos haciendo frente a las circunstancias.
Tras un breve período sin entrenar, De los Mozos hace una apuesta arriesgada firmando por el Móstoles, que marchaba en puestos de descenso con la temporada 2005/2006 bien avanzada. El trabajo del burgalés en Madrid no tuvo los frutos esperados y la pérdida de categoría se terminó consumando.
En la temporada 2006/2007 De los Mozos toma las riendas del Norma. Con el conjunto de San Leonardo de Yagüe (Soria) hace una magnífica campaña y a punto está de clasificarse contra todo pronóstico para el playoff de ascenso a Segunda B.
Su trabajo no pasa desapercibido y en la 2007/2008 firma con el Mérida como segundo entrenador junto a Fabri para liderar un proyecto de mucha exigencia. Fabri es destituido a comienzos de abril, con el equipo a cuatro puntos del playoff de ascenso, pero De los Mozos sigue como segundo de Goran Milojevic. 
En la temporada 2008/2009, de la mano del presidente Juan Carlos Barriocanal, se produce el regreso de Javier Álvarez de los Mozos al Burgos Club de Fútbol, pero esta vez ya como primer entrenador. Con 32 años, lidera el nuevo proyecto burgalés en la Tercera División, terminando en el tercer puesto y jugando la fase de ascenso. En el tramo decisivo, el Burgos elimina al Elgóibar, pero cae en la segunda eliminatoria frente al Sporting Mahonés.
De los Mozos continúa al frente del equipo en la 2009/2010 y el Burgos termina ganando la Liga de Tercera División. Como campeón, juega una eliminatoria directa por el ascenso ante el Deportivo de La Coruña B, pero pierde en Riazor en una infausta tanda de penaltis. En la segunda ronda su rival es un reforzado Almería B, que supera al Burgos y le priva del ansiado ascenso.
En la temporada 2012/2013, De los Mozos trata de repetir experiencia esta vez en el equipo zamorano del Villaralbo (Tercera División). Toma las riendas del conjunto en zona de descenso, pero en ningún momento le resulta posible trabajar a gusto en el club. A pesar de ello, el equipo llega con remotas opciones a la última jornada, pero la pérdida de categoría termina certificándose.
Ya en la 2013/2014 firma por el Cristo Atlético (Tercera División). De los Mozos termina presentando su dimisión por motivos personales, pero dejando al club palentino fuera de los puestos de descenso y manteniendo a día de hoy un especial vínculo afectivo con el mismo.
En mayo de 2015, es nombrado nuevo Coordinador de Fútbol Base del Club Deportivo Mirandés. Álvarez de los Mozos sería el encargado de gestionar los equipos de fútbol base del Club Deportivo Mirandés bajo la supervisión del mánager general del Club, Carlos Terrazas, además de seguir con sus funciones como segundo entrenador del primer equipo.
En diciembre de 2016, tras el cese de Carlos Terrazas, Javier se hace cargo de dirigir al primer equipo hasta la llega de Claudio Barragán al conjunto burgalés.
El 19 de enero de 2017, tras ser cesado Claudio Barragán, Javier toma las riendas del equipo. El 28 de marzo de 2017 es destituido tras perder 1-3 ante el SD Huesca, dejando al equipo colista con tan solo 29 puntos. En sus 10 partidos como primer entrador del Mirandés, consiguió una victoria (1-2 en Vallecas ante el Rayo Vallecano), 4 empates (1-1 en Getafe, 1-1 ante el Reus, 1-1 en Tenerife y 1-1 ante el UCAM de Murcia), y 5 derrotas (2-1 en Cádiz, 0-2 ante el Real Oviedo, 0-2 ante el Girona, 2-1 en Lugo y 1-3 ante el Huesca), logrando tan solo 7 puntos de los 30 disputados. Su sustituto es Pablo Alfaro.
El 14 de enero de 2020, se hace cargo del CF Villanovense de la Tercera División de España, sustituyendo a Pepe Masegosa. Al término de la temporada 2019-20 consiguió el ascenso del equipo extremeño a Segunda División B de España.
En la temporada 2020-21, renueva con el CF Villanovense y estaría a punto de subirlo a Primera División RFEF. Finalizada la temporada, el burgalés decide no seguir en el conjunto serón.
El 29 de noviembre de 2021, firma por la AD Mérida de Segunda División RFEF.
El 11 de enero de 2022, tras dirigir cuatro encuentros a la AD Mérida, club y entrenador deciden separan sus caminos.
En la actualidad, es el entrenador del Racing Lermeño en la 1.ª División Regional de Aficionados, grupo A.

## Clubes
| Club                                    | País   | Año             |
| --------------------------------------- | ------ | --------------- |
| Racing Lermeño                          | España | 1998-2000       |
| Burgos CF (segundo entrenador)          | España | 2000-2004       |
| Burgos CF                               | España | 2004            |
| CD Móstoles                             | España | 2005-2006       |
| Norma San Leonardo CF                   | España | 2006-2007       |
| Mérida UD (segundo entrenador)          | España | 2007-2008       |
| Burgos CF                               | España | 2008-2010       |
| CD Villaralbo                           | España | 2013            |
| Club Deportivo Palencia Cristo Atlético | España | 2014            |
| CD Mirandés (segundo entrenador)        | España | 2016-2017       |
| CD Mirandés                             | España | 2017            |
| Arandina CF                             | España | 2017-2019       |
| CF Villanovense                         | España | 2020- 2021      |
| AD Mérida                               | España | 2021- 2022      |
| Racing Lermeño                          | España | 2023-Actualidad |